# 路易·德·诺瓦耶

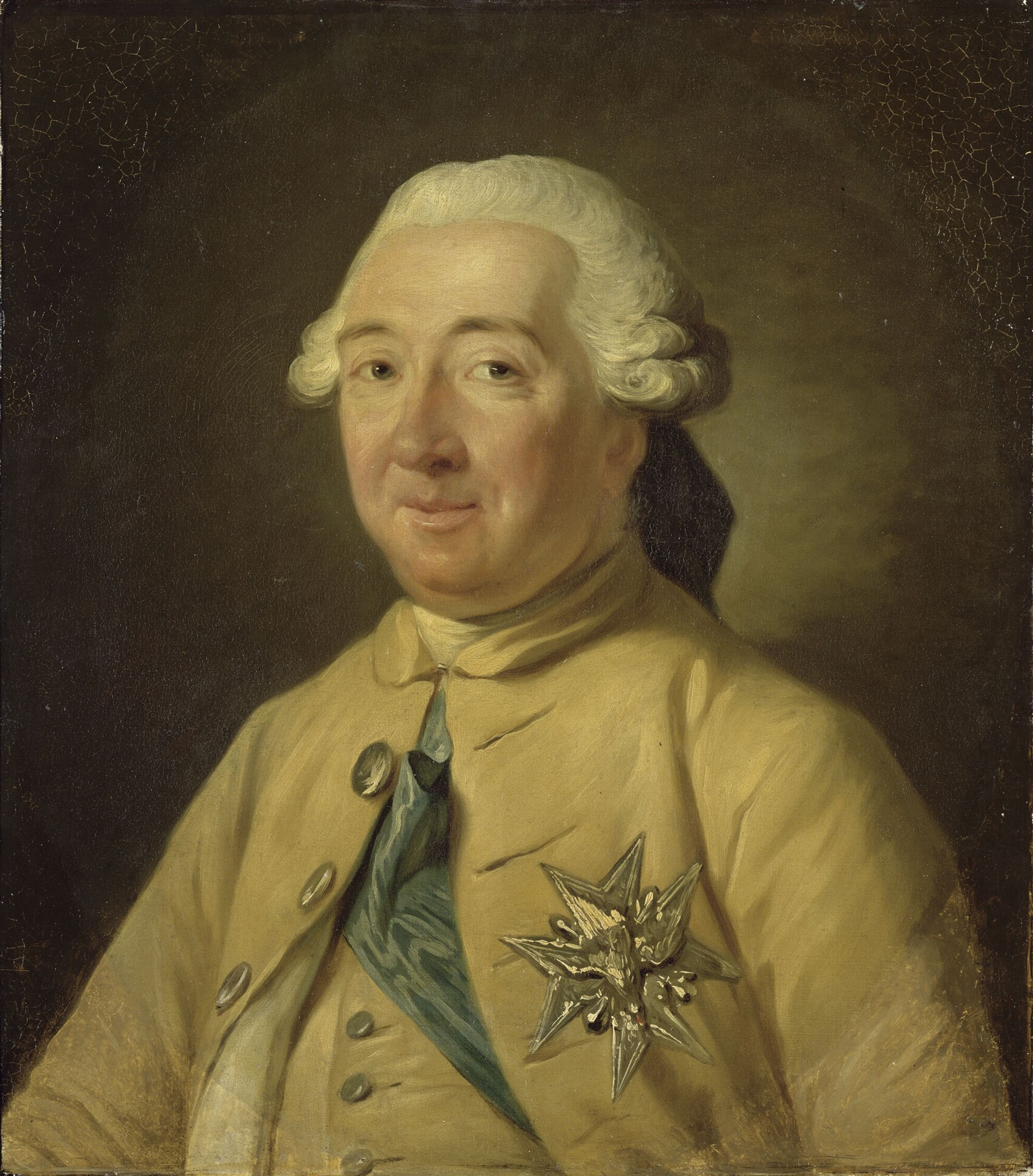
路易·德·诺瓦耶，第四代诺瓦耶公爵

路易·德·诺瓦耶，第四代诺瓦耶公爵（Louis, 4e duc de Noailles，1713年4月21日—1793年8月22日）第三代诺瓦耶公爵阿德里安·莫里斯·德·诺瓦耶之子，1766年父親死時承襲爵位。曾參加18世紀之大多數戰役，雖無特殊勳績，仍於1775年获法国元帅衔。他在革命其间拒绝移居，在1793年8月因去世而逃脱断头台之刑。
他的爵位由儿子让·路易·保罗·弗朗索瓦继承。
| 前任： 阿德里安·莫里斯·德·诺瓦耶 | 诺瓦耶公爵 1766年—1793年 | 繼任： 让·路易·保罗·弗朗索瓦·德·诺瓦耶 |